# Vijapur
Vijapur fou un estat tributari protegit del tipus zamindari, dins de l'estat de Bastar a les Províncies Centrals, format per 98 pobles, amb una superfície de 440 km² i una població en el cens de 1881 de 12.653 habitants. La majoria de la població eren kols i telingues.